# Geovanny Macías
- Portoviejo (2019 - Actualidad)

Geovanny Macías (Guayaquil, Ecuador, 30 de diciembre de 1994) es un futbolista ecuatoriano que juega de delantero en el Delfín S.C.

## Trayectoria
Geovanny inició su carrera como futbolista en las divisiones inferiores de Academia Alfaro Moreno,en el 2014 pasa al Delfín Sporting Club equipo en el que debutaría ese mismo año.

## 2015
El año 2015 dio el salto al fútbol profesional, siendo inscrito por el Delfín Sporting Club en la Ecuatoriana de Futbol.
En su primer año está siendo revelación del campeonato de ascenso, también conocida como Primera B, logrando ganarse el cariño de la hinchada cetácea consagrándose como referente del equipo. Lleva 9 goles en la presente temporada y es el máximo goleador de su equipo.

## Clubes
| Club      | País    | Año  | PJ | Goles |
| --------- | ------- | ---- | -- | ----- |
| Delfín SC | Ecuador | 2014 | 2  | 0     |
| Delfín SC | Ecuador | 2015 | 24 | 10    |

## Palmarés

### Campeonatos nacionales
| Título  | Club      | País    | Año  |
| ------- | --------- | ------- | ---- |
| Serie B | Delfín SC | Ecuador | 2015 |